# Іран на літніх Олімпійських іграх 1964
Іран на літніх Олімпійських іграх 1964 року, які проходили в Токіо, був представлений 63 спортсменами (59 чоловіками і 4 жінками) у 10 видах спорту: легка атлетика, бокс, стрільба, важка атлетика, плавання, стрибки у воду, велоспорт, фехтування, гімнастика, футбол та боротьба.
Іран вп'яте взяв участь у літніх Олімпійських іграх. Іранські спортсмени здобули 2 бронзові медалі. В неофіційному заліку збірна Ірану зайняла 34-е загальнокомандне місце.

## Учасники
За видом спорту та статтю
| Вид спорту     | Чоловіки | Жінки | Разом |
| -------------- | -------- | ----- | ----- |
| Стрибки у воду | 1        | 0     | 1     |
| Плавання       | 1        | 0     | 1     |
| Легка атлетика | 5        | 3     | 8     |
| Бокс           | 5        | 0     | 5     |
| Велоспорт      | 4        | 0     | 4     |
| Фехтування     | 4        | 0     | 4     |
| Футбол         | 17       | 0     | 17    |
| Гімнастика     | 1        | 1     | 2     |
| Стрільба       | 4        | 0     | 4     |
| Важка атлетика | 5        | 0     | 5     |
| Боротьба       | 12       | 0     | 12    |
| Разом          | 59       | 4     | 63    |

## Медалісти
| Медаль | Спортсмен               | Вид спорту | Дисципліна                |
| ------ | ----------------------- | ---------- | ------------------------- |
| Бронза | Алі Акбар Гейдарі       | Боротьба   | вільна боротьба, до 52 кг |
| Бронза | Мохаммад Алі Санаткаран | Боротьба   | вільна боротьба, до 78 кг |

## Бокс
| Спортсмен          | Категорія  | 1/64 фіналу | 1/32 фіналу                         | 1/16 фіналу                | Чвертьфінал | Півфінал   | Фінал      | Місце |
| ------------------ | ---------- | ----------- | ----------------------------------- | -------------------------- | ----------- | ---------- | ---------- | ----- |
| Нассер Агаї        | до 51 кг   |             | Чо Дун Гі (KOR) L дискваліфікований | не пройшов                 | не пройшов  | не пройшов | не пройшов | 17    |
| Садех Аліакбарзаде | до 54 кг   |             | Хуан Фабіла (MEX) L 2–3             | не пройшов                 | не пройшов  | не пройшов | не пройшов | 17    |
| Гассан Пакандам    | до 60 кг   | Bye         | Стоян Пилічев (BUL) L RSC           | не пройшов                 | не пройшов  | не пройшов | не пройшов | 17    |
| Керамат Надімі     | до 63,5 кг | Bye         | Гопалан Рамакрішнан (MAS) W RSC     | Жоао да Сільва (BRA) L 2–3 | не пройшов  | не пройшов | не пройшов | 9     |
| Махмуд Пуррудсарі  | до 67 кг   |             | Хамада Кітідзіро (JPN) L 0–5        | не пройшов                 | не пройшов  | не пройшов | не пройшов | 17    |

## Боротьба
Вільна боротьба
| Спортсмен               | Дисципліна                    | Раунд 1                             | Раунд 2                                | Раунд 3                                 | Раунд 4                          | Раунд 5                             | Фінал                             | Місце |
| ----------------------- | ----------------------------- | ----------------------------------- | -------------------------------------- | --------------------------------------- | -------------------------------- | ----------------------------------- | --------------------------------- | ----- |
| Алі Акбар Гейдарі       | до 52 кг                      | Мухаммад Ніаз-Дін (PAK) D за очками | Ліанг Сун Гін (MAS) W туше             | Атанасіос Зафіропулос (GRE) W за очками | Елліотт Сімонс (USA) D за очками | Кемаль Янілмаз (TUR) W за очками    | не пройшов                        | 3     |
| Абдулла Ходабандех      | до 57 кг                      | Младен Георгієв (BUL) D за очками   | Мохаммад Дауд Анварі (AFG) W за очками | Гюсеїн Акбаш (TUR) L за очками          | не пройшов                       | не пройшов                          | не пройшов                        | 9     |
| Ібрагім Сейфпур         | до 63 кг                      | Матті Джутіла (CAN) L туше          | Рой Міган (NZL) W туше                 | Юн Да Гі (KOR) W туше                   | Маріо Товар (MEX) W за очками    | Нодар Хохашвілі (URS) L за очками   | не пройшов                        | 6     |
| Абдулла Мовагед         | до 70 кг                      | Кеннет Стівенсон (GBR) W за очками  | Сідні Марш (AUS) W за очками           | Чон Дун Го (KOR) W за очками            | Горіюті Івао (JPN) D за очками   | Єньо Вилчев (BUL) D за очками       | не пройшов                        | 5     |
| Могаммад Алі Санаткаран | до 78 кг                      | Мартін Гайнце (EUA) W за очками     | Ватанабе Ясуо (JPN) W за очками        | Байко Карой (HUN) W за очками           | Мухаммад Афзал (PAK) W DSQP      | Петко Дерменджієв (BUL) W за очками | Гурам Сагарадзе (URS) D за очками | 3     |
| Могаммад Алі Санаткаран | Ісмаїл Оган (TUR) D за очками | Мартін Гайнце (EUA) W за очками     | Ватанабе Ясуо (JPN) W за очками        | Байко Карой (HUN) W за очками           | Мухаммад Афзал (PAK) W DSQP      | Петко Дерменджієв (BUL) W за очками |                                   | 3     |
| Мансур Мегдізаде        | до 87 кг                      | Геза Голлоші (HUN) W за очками      | Деніел Бранд (USA) D за очками         | Рудольф Кобельт (SUI) W за очками       | Гасан Гюнгер (TUR) W за очками   | Продан Гарджев (BUL) W за очками    | не пройшов                        | 4     |
| Голамреза Тахті         | до 97 кг                      | Імре Віг (HUN) W за очками          | Ентоні Бак (GBR) W туше                | Маруті Мане (IND) W туше                | Ахмет Аїк (TUR) L за очками      | Саїд Мустафов (BUL) D за очками     | не пройшов                        | 4     |

Греко-римська боротьба
| Спортсмен           | Дисципліна | Раунд 1                                 | Раунд 2                          | Раунд 3                         | Раунд 4                        | Раунд 5    | Фінал      | Місце |
| ------------------- | ---------- | --------------------------------------- | -------------------------------- | ------------------------------- | ------------------------------ | ---------- | ---------- | ----- |
| Ахмад Хошуеї        | до 52 кг   | Моріц Мевіс (BEL) L за очками           | Бурхан Бозкурт (TUR) L за очками | не пройшов                      | не пройшов                     |            | не пройшов | 12    |
| Сіаваш Шафізаде     | до 57 кг   | Бернард Кніттер (POL) L за очками       | Іржи Швец (TCH) L туше           | не пройшов                      | не пройшов                     | не пройшов |            | 15    |
| Расул Мірмалек      | до 63 кг   | Мустафа Гаміль Мансур (EGY) W за очками | Ерік Олссон (SWE) D за очками    | Марін Болокан (ROU) D за очками | Жорж Баллері (FRA) W за очками | не пройшов | не пройшов | 6     |
| Гуссейн Моллагасемі | до 70 кг   | Джеймс Берк (USA) D за очками           | Ееро Тапіо (FIN) L туше          | не пройшов                      | не пройшов                     | не пройшов | не пройшов | 14    |
| Асгар Зогіан        | до 78 кг   | Bye                                     | Шін Дун Є (KOR) W за очками      | Рене Шірмеєр (FRA) L за очками  | Йон Церану (ROU) L за очками   | не пройшов | не пройшов | 7     |

## Важка атлетика
| Спортсмен         | Дисципліна  | Вивага | Ривок | Поштовх | Разом | Місце |
| ----------------- | ----------- | ------ | ----- | ------- | ----- | ----- |
| Мохаммад Насірі   | до 56 кг    | 105.0  | 85.0  | 120.0   | 310.0 | 15    |
| Алі Раджабі       | до 56 кг    | 100.0  | 100.0 | 130.0   | 330.0 | 10    |
| Парвіз Джалаєр    | до 67,5 кг  | 120.0  | 120.0 | 155.0   | 395.0 | 7     |
| Реза Естекі       | до 82,5 кг  | 120.0  | 132.5 | 167.5   | 420.0 | 12    |
| Манучехр Боруманд | понад 90 кг | 155.0  | 140.0 | 170.0   | 465.0 | 12    |

## Велоспорт
| Спортсмен                                                  | Дисципліна                        | Час          | Місце        |
| ---------------------------------------------------------- | --------------------------------- | ------------ | ------------ |
| Давуд Ахлагі                                               | роздільна шосейна гонка, чоловіки | не фінішував | не фінішував |
| Машалла Амінсорур                                          | роздільна шосейна гонка, чоловіки | −1 lap       | 72           |
| Есмаейл Гуссейні                                           | роздільна шосейна гонка, чоловіки | −1 lap       | 78           |
| Акбар Пуде                                                 | роздільна шосейна гонка, чоловіки | −1 lap       | 80           |
| Давуд Ахлагі Машалла Амінсорур Есмаейл Гуссейні Акбар Пуде | групова шосейна гонка, чоловіки   | 2:43:39.16   | 22           |

## Гімнастика
Спортивна гімнастика, чоловіки
| Спортсмен        | Дисципліна         | FX    | PH    | SR    | VT    | PB    | HB    | Разом | Місце |
| ---------------- | ------------------ | ----- | ----- | ----- | ----- | ----- | ----- | ----- | ----- |
| Джалаль Базарган | абсолютна першість | 14.95 | 15.15 | 15.80 | 18.35 | 16.85 | 15.25 | 96.35 | 118   |

| Спортсмен        | Дисципліна       | Кваліфікація | Кваліфікація | Кваліфікація | Кваліфікація | Фінал      | Фінал      | Фінал      |
| Спортсмен        | Дисципліна       | Compulsory   | Optional     | Разом        | Місце        | Результат  | Разом      | Місце      |
| ---------------- | ---------------- | ------------ | ------------ | ------------ | ------------ | ---------- | ---------- | ---------- |
| Джалаль Базарган | вільні вправи    | 7.45         | 7.50         | 14.95        | 123          | не пройшов | не пройшов | не пройшов |
| Джалаль Базарган | кінь             | 7.55         | 7.60         | 15.15        | 113          | не пройшов | не пройшов | не пройшов |
| Джалаль Базарган | кільця           | 7.30         | 8.50         | 15.80        | 116          | не пройшов | не пройшов | не пройшов |
| Джалаль Базарган | опорний стрибок  | 9.05         | 9.30         | 18.35        | 103          | не пройшов | не пройшов | не пройшов |
| Джалаль Базарган | паралельні бруси | 8.15         | 8.70         | 16.85        | 116          | не пройшов | не пройшов | не пройшов |
| Джалаль Базарган | перекладина      | 7.80         | 7.45         | 15.25        | 116          | не пройшов | не пройшов | не пройшов |

Спортивна гімнастика, жінки
| Спортсмен      | Дисципліна         | VT     | UB    | BB     | FX     | Total  | Rank |
| -------------- | ------------------ | ------ | ----- | ------ | ------ | ------ | ---- |
| Джаміле Сорурі | абсолютна першість | 12.666 | 8.000 | 15.233 | 14.033 | 49.932 | 82   |

| Спортсмен      | Дисципліна        | Кваліфікація | Кваліфікація | Кваліфікація | Кваліфікація | Фінал      | Фінал      | Фінал      |
| Спортсмен      | Дисципліна        | Compulsory   | Optional     | Разом        | Місце        | Результат  | Разом      | Місце      |
| -------------- | ----------------- | ------------ | ------------ | ------------ | ------------ | ---------- | ---------- | ---------- |
| Джаміле Сорурі | опорний стрибок   | 5.733        | 6.933        | 12.666       | 81           | не пройшла | не пройшла | не пройшла |
| Джаміле Сорурі | різновисокі бруси | 3.000        | 5.000        | 8.000        | 82           | не пройшла | не пройшла | не пройшла |
| Джаміле Сорурі | колода            | 7.233        | 8.000        | 15.233       | 81           | не пройшла | не пройшла | не пройшла |
| Джаміле Сорурі | вільні вправи     | 6.500        | 7.533        | 14.033       | 83           | не пройшла | не пройшла | не пройшла |

## Легка атлетика
Трекові та шосейні дисципліни
| Спортсмен          | Дисципліна       | Раунд 1 | Раунд 1      | Раунд 1      | Раунд 2    | Раунд 2    | Раунд 2    | Півфінал   | Півфінал   | Півфінал   | Фінал      | Фінал      | Місце |
| Спортсмен          | Дисципліна       | Гіт     | Час          | Місце        | Гіт        | Час        | Місце      | Гіт        | Час        | Місце      | Час        | Місце      | Місце |
| ------------------ | ---------------- | ------- | ------------ | ------------ | ---------- | ---------- | ---------- | ---------- | ---------- | ---------- | ---------- | ---------- | ----- |
| Акбар Бабаханлу    | 100 м, чоловіки  | 6       | не стартував | не стартував | не пройшов | не пройшов | не пройшов | не пройшов | не пройшов | не пройшов | не пройшов | не пройшов | —     |
| Абдулвагаб Шагхоре | 200 м, чоловіки  | 5       | 22.3         | 7            | не пройшов | не пройшов | не пройшов | не пройшов | не пройшов | не пройшов | не пройшов | не пройшов | 48    |
| Гуссейн Гафурізаде | 400 м, чоловіки  | 7       | 50.8         | 8            | не пройшов | не пройшов | не пройшов | не пройшов | не пройшов | не пройшов | не пройшов | не пройшов | 50    |
| Ібрагім Язданпана  | 800 м, чоловіки  | 1       | 1:54.7       | 6            | Н/Д        | Н/Д        | Н/Д        | не пройшов | не пройшов | не пройшов | не пройшов | не пройшов | 39    |
| Ібрагім Язданпана  | 1500 м, чоловіки | 2       | 3:54.8       | 8            | Н/Д        | Н/Д        | Н/Д        | не пройшов | не пройшов | не пройшов | не пройшов | не пройшов | 34    |
| Ібрагім Язданпана  | 5000 м, чоловіки | 2       | не стартував | не стартував | Н/Д        | Н/Д        | Н/Д        | Н/Д        | Н/Д        | Н/Д        | не пройшов | не пройшов | —     |
| Сімін Сафамехр     | 100 м, жінки     | 2       | 13.2         | 7            | не пройшла | не пройшла | не пройшла | не пройшла | не пройшла | не пройшла | не пройшла | не пройшла | 43    |

Польові дисципліни
| Спортсмен             | Дисципліна               | Кваліфікація | Кваліфікація | Фінал      | Фінал      |
| Спортсмен             | Дисципліна               | Результат    | Місце        | Результат  | Місце      |
| --------------------- | ------------------------ | ------------ | ------------ | ---------- | ---------- |
| Саєд Мірза Молімадайл | метання диска, чоловіки  | 45.24        | 27           | не пройшов | не пройшов |
| Назлі Баятмаку        | стрибки у висоту, жінки  | заступ       | заступ       | не пройшла | не пройшла |
| Сімін Сафамехр        | стрибки у довжину, жінки | 5.06         | 31           | не пройшла | не пройшла |
| Жульєт Геворгян       | штовхання ядра, жінки    | 9.17         | 16           | не пройшла | не пройшла |
| Жульєт Геворгян       | метання диска, жінки     | 30.05        | 21           | не пройшла | не пройшла |

## Плавання
| Спортсмен      | Дисципліна                     | Гіти   | Гіти  | Півфінал   | Півфінал   | Фінал      | Фінал      |
| Спортсмен      | Дисципліна                     | Час    | Місце | Час        | Місце      | Час        | Місце      |
| -------------- | ------------------------------ | ------ | ----- | ---------- | ---------- | ---------- | ---------- |
| Гейдар Шон'яні | 100 м, вільний стиль, чоловіки | 1:02.1 | 66    | не пройшов | не пройшов | не пройшов | не пройшов |

## Стрибки у воду
| Спортсмен       | Дисципліна    | Кваліфікація | Кваліфікація | Фінал      | Фінал      | Фінал      |
| Спортсмен       | Дисципліна    | Результат    | Місце        | Результат  | Загалом    | Місце      |
| --------------- | ------------- | ------------ | ------------ | ---------- | ---------- | ---------- |
| Манучехр Фасіхі | 3 м, чоловіки | 67.20        | 26           | не пройшов | не пройшов | не пройшов |

## Стрільба
| Спортсмен              | Дисципліна                                       | Результат    | Місце        |
| ---------------------- | ------------------------------------------------ | ------------ | ------------ |
| Носратолла Момтаген    | швидкісний пістолет, 25 м, чоловіки              | не стартував | не стартував |
| Носратолла Момтаген    | пістолет, 50 м, чоловіки                         | 490          | 52           |
| Могаммад Джафар Калані | гвинтівка лежачи, 50 метрів, чоловіки            | 576          | 64           |
| Могаммад Джафар Калані | гвинтівка з трьох положень, 300 метрів, чоловіки | не стартував | не стартував |
| Голам Гуссейн Мобассер | гвинтівка лежачи, 50 метрів, чоловіки            | 579          | 61           |
| Нассер Шаріфі          | гвинтівка з трьох положень, 300 метрів, чоловіки | 1018         | 53           |

## Фехтування
| Спортсмен       | Дисципліна                     | Раунд 1                              | Раунд 1    | Раунд 2                                | Раунд 2    | Раунд 3                   | Раунд 4    | Чвертьфінал | Фінал      | Місце |
| Спортсмен       | Дисципліна                     | Пули                                 | Місце      | Пули                                   | Місце      | Раунд 3                   | Раунд 4    | Чвертьфінал | Фінал      | Місце |
| --------------- | ------------------------------ | ------------------------------------ | ---------- | -------------------------------------- | ---------- | ------------------------- | ---------- | ----------- | ---------- | ----- |
| Гушманд Алмасі  | Індивідуальна шпага, чоловіки  | Альберто Пеллегріно (ITA) L 1–5      | Pool E 9   | не пройшов                             | не пройшов | не пройшов                | не пройшов | не пройшов  | не пройшов | 65    |
| Гушманд Алмасі  | Індивідуальна шпага, чоловіки  | Вальтер Бар (SUI) L 1–5              | Pool E 9   | не пройшов                             | не пройшов | не пройшов                | не пройшов | не пройшов  | не пройшов | 65    |
| Гушманд Алмасі  | Індивідуальна шпага, чоловіки  | Серхіо Вергара (CHI) L 1–5           | Pool E 9   | не пройшов                             | не пройшов | не пройшов                | не пройшов | не пройшов  | не пройшов | 65    |
| Гушманд Алмасі  | Індивідуальна шпага, чоловіки  | Дітріх Гекке (EUA) L 4–5             | Pool E 9   | не пройшов                             | не пройшов | не пройшов                | не пройшов | не пройшов  | не пройшов | 65    |
| Гушманд Алмасі  | Індивідуальна шпага, чоловіки  | Клод Буркар (FRA) L 2–5              | Pool E 9   | не пройшов                             | не пройшов | не пройшов                | не пройшов | не пройшов  | не пройшов | 65    |
| Гушманд Алмасі  | Індивідуальна шпага, чоловіки  | Дідьє Тамайо (COL) L 3–5             | Pool E 9   | не пройшов                             | не пройшов | не пройшов                | не пройшов | не пройшов  | не пройшов | 65    |
| Гушманд Алмасі  | Індивідуальна шпага, чоловіки  | Геран Абрагамссон (SWE) L 3–5        | Pool E 9   | не пройшов                             | не пройшов | не пройшов                | не пройшов | не пройшов  | не пройшов | 65    |
| Гушманд Алмасі  | Індивідуальна шпага, чоловіки  | Ган Мюн Сок (KOR) W 5–4              | Pool E 9   | не пройшов                             | не пройшов | не пройшов                | не пройшов | не пройшов  | не пройшов | 65    |
| Гушманд Алмасі  | Індивідуальна рапіра, чоловіки | Нікола Гранієрі (ITA) L 0–5          | Pool E 6   | не пройшов                             | не пройшов | не пройшов                | не пройшов | не пройшов  | не пройшов | 46    |
| Гушманд Алмасі  | Індивідуальна рапіра, чоловіки | Табучі Казугіко Kazuhiko (JPN) L 3–5 | Pool E 6   | не пройшов                             | не пройшов | не пройшов                | не пройшов | не пройшов  | не пройшов | 46    |
| Гушманд Алмасі  | Індивідуальна рапіра, чоловіки | Даніель Ревеню (FRA) L 1–5           | Pool E 6   | не пройшов                             | не пройшов | не пройшов                | не пройшов | не пройшов  | не пройшов | 46    |
| Гушманд Алмасі  | Індивідуальна рапіра, чоловіки | Самех Абдельрахман (EGY) L 1–5       | Pool E 6   | не пройшов                             | не пройшов | не пройшов                | не пройшов | не пройшов  | не пройшов | 46    |
| Гушманд Алмасі  | Індивідуальна рапіра, чоловіки | Джон Андру (CAN) L 4–5               | Pool E 6   | не пройшов                             | не пройшов | не пройшов                | не пройшов | не пройшов  | не пройшов | 46    |
| Гушманд Алмасі  | Індивідуальна шабля, чоловіки  | Сібата Сейдзі (JPN) L 2–5            | Pool C 6   | не пройшов                             | не пройшов |                           | не пройшов | не пройшов  | не пройшов | 41    |
| Гушманд Алмасі  | Індивідуальна шабля, чоловіки  | Анджей П'янтковський (POL) L 0–5     | Pool C 6   | не пройшов                             | не пройшов |                           | не пройшов | не пройшов  | не пройшов | 41    |
| Гушманд Алмасі  | Індивідуальна шабля, чоловіки  | Томас Орлі (USA) L 1–5               | Pool C 6   | не пройшов                             | не пройшов |                           | не пройшов | не пройшов  | не пройшов | 41    |
| Гушманд Алмасі  | Індивідуальна шабля, чоловіки  | Роберт Фокскрофт (CAN) L 3–5         | Pool C 6   | не пройшов                             | не пройшов |                           | не пройшов | не пройшов  | не пройшов | 41    |
| Гушманд Алмасі  | Індивідуальна шабля, чоловіки  | Владіміро Каларезе (ITA) L 2–5       | Pool C 6   | не пройшов                             | не пройшов |                           | не пройшов | не пройшов  | не пройшов | 41    |
| Бідзан Зарнегар | Індивідуальна шпага, чоловіки  | Пітер Джейкобс (GBR) L 3–5           | Pool C 8   | не пройшов                             | не пройшов | не пройшов                | не пройшов | не пройшов  | не пройшов | 57    |
| Бідзан Зарнегар | Індивідуальна шпага, чоловіки  | Генрик Нілаба (POL) L 0–5            | Pool C 8   | не пройшов                             | не пройшов | не пройшов                | не пройшов | не пройшов  | не пройшов | 57    |
| Бідзан Зарнегар | Індивідуальна шпага, чоловіки  | Франсиско Серп (ARG) L 1–5           | Pool C 8   | не пройшов                             | не пройшов | не пройшов                | не пройшов | не пройшов  | не пройшов | 57    |
| Бідзан Зарнегар | Індивідуальна шпага, чоловіки  | Гурам Костава (URS) L 0–5            | Pool C 8   | не пройшов                             | не пройшов | не пройшов                | не пройшов | не пройшов  | не пройшов | 57    |
| Бідзан Зарнегар | Індивідуальна шпага, чоловіки  | Орвар Ліндвалл (SWE) L 1–5           | Pool C 8   | не пройшов                             | не пройшов | не пройшов                | не пройшов | не пройшов  | не пройшов | 57    |
| Бідзан Зарнегар | Індивідуальна шпага, чоловіки  | Джозеф Гемаєль (LIB) L 3–5           | Pool C 8   | не пройшов                             | не пройшов | не пройшов                | не пройшов | не пройшов  | не пройшов | 57    |
| Бідзан Зарнегар | Індивідуальна шпага, чоловіки  | Bouchier (IRL) L 2–5                 | Pool C 8   | не пройшов                             | не пройшов | не пройшов                | не пройшов | не пройшов  | не пройшов | 57    |
| Бідзан Зарнегар | Індивідуальна рапіра, чоловіки | Жак Куртійя (FRA) L 0–5              | Pool F 6   | не пройшов                             | не пройшов | не пройшов                | не пройшов | не пройшов  | не пройшов | 46    |
| Бідзан Зарнегар | Індивідуальна рапіра, чоловіки | Білл Госкінс (GBR) L 2–5             | Pool F 6   | не пройшов                             | не пройшов | не пройшов                | не пройшов | не пройшов  | не пройшов | 46    |
| Бідзан Зарнегар | Індивідуальна рапіра, чоловіки | Орландо Нанніні (ARG) L 1–5          | Pool F 6   | не пройшов                             | не пройшов | не пройшов                | не пройшов | не пройшов  | не пройшов | 46    |
| Бідзан Зарнегар | Індивідуальна рапіра, чоловіки | Майкл Раян (IRL) L 4–5               | Pool F 6   | не пройшов                             | не пройшов | не пройшов                | не пройшов | не пройшов  | не пройшов | 46    |
| Бідзан Зарнегар | Індивідуальна рапіра, чоловіки | Йонел Дримбе (ROU) L 1–5             | Pool F 6   | не пройшов                             | не пройшов | не пройшов                | не пройшов | не пройшов  | не пройшов | 46    |
| Бідзан Зарнегар | Індивідуальна шабля, чоловіки  | Жак Лефевр (FRA) L 1–5               | Pool E 6   | не пройшов                             | не пройшов |                           | не пройшов | не пройшов  | не пройшов | 41    |
| Бідзан Зарнегар | Індивідуальна шабля, чоловіки  | Тран Ван Сюан (VIE) W 5–2            | Pool E 6   | не пройшов                             | не пройшов |                           | не пройшов | не пройшов  | не пройшов | 41    |
| Бідзан Зарнегар | Індивідуальна шабля, чоловіки  | Річард Олдкорн (GBR) L 1–5           | Pool E 6   | не пройшов                             | не пройшов |                           | не пройшов | не пройшов  | не пройшов | 41    |
| Бідзан Зарнегар | Індивідуальна шабля, чоловіки  | Фунамізу Міцуюкі (JPN) L 2–5         | Pool E 6   | не пройшов                             | не пройшов |                           | не пройшов | не пройшов  | не пройшов | 41    |
| Бідзан Зарнегар | Індивідуальна шабля, чоловіки  | Марк Ракита (URS) L 1–5              | Pool E 6   | не пройшов                             | не пройшов |                           | не пройшов | не пройшов  | не пройшов | 41    |
| Бідзан Зарнегар | Індивідуальна шабля, чоловіки  | Дітер Веллман (EUA) L 1–5            | Pool E 6   | не пройшов                             | не пройшов |                           | не пройшов | не пройшов  | не пройшов | 41    |
| Шагпур Зарнегар | Індивідуальна шпага, чоловіки  | Джанлуїджі Саккаро (ITA) L 1–5       | Pool D 8   | не пройшов                             | не пройшов | не пройшов                | не пройшов | не пройшов  | не пройшов | 57    |
| Шагпур Зарнегар | Індивідуальна шпага, чоловіки  | Рудольф Трост (AUT) L 1–5            | Pool D 8   | не пройшов                             | не пройшов | не пройшов                | не пройшов | не пройшов  | не пройшов | 57    |
| Шагпур Зарнегар | Індивідуальна шпага, чоловіки  | Богдан Гонсьор (POL) L 2–5           | Pool D 8   | не пройшов                             | не пройшов | не пройшов                | не пройшов | не пройшов  | не пройшов | 57    |
| Шагпур Зарнегар | Індивідуальна шпага, чоловіки  | Штефан Гоклер (ROU) L 4–5            | Pool D 8   | не пройшов                             | не пройшов | не пройшов                | не пройшов | не пройшов  | не пройшов | 57    |
| Шагпур Зарнегар | Індивідуальна шпага, чоловіки  | Франк Ангер (USA) L 2–5              | Pool D 8   | не пройшов                             | не пройшов | не пройшов                | не пройшов | не пройшов  | не пройшов | 57    |
| Шагпур Зарнегар | Індивідуальна шпага, чоловіки  | Джон Андру (CAN) L 4–5               | Pool D 8   | не пройшов                             | не пройшов | не пройшов                | не пройшов | не пройшов  | не пройшов | 57    |
| Шагпур Зарнегар | Індивідуальна шпага, чоловіки  | Майкл Сайкалі (LIB) L 0–5            | Pool D 8   | не пройшов                             | не пройшов | не пройшов                | не пройшов | не пройшов  | не пройшов | 57    |
| Нассер Мадані   | Індивідуальна рапіра, чоловіки | Еміліо Ечеверрі (COL) W 5–3          | Pool D 4 Q | Сабо Шандор (HUN) L 2–5                | Pool E 4 Q | Йонел Дримбе (ROU) L 4–10 | не пройшов | не пройшов  | не пройшов | 17    |
| Нассер Мадані   | Індивідуальна рапіра, чоловіки | Юрген Брехт (EUA) L 2–5              | Pool D 4 Q | Альберт Аксельрод (USA) L 2–5, W 5–3 B | Pool E 4 Q | Йонел Дримбе (ROU) L 4–10 | не пройшов | не пройшов  | не пройшов | 17    |
| Нассер Мадані   | Індивідуальна рапіра, чоловіки | Сабо Шандор (HUN) L 3–5              | Pool D 4 Q | Ришард Парульський (POL) L 2–5         | Pool E 4 Q | Йонел Дримбе (ROU) L 4–10 | не пройшов | не пройшов  | не пройшов | 17    |
| Нассер Мадані   | Індивідуальна рапіра, чоловіки | Марк Мідлер (URS) L 2–5              | Pool D 4 Q | Аллан Джей (GBR) W 5–3, W 5–4 B        | Pool E 4 Q | Йонел Дримбе (ROU) L 4–10 | не пройшов | не пройшов  | не пройшов | 17    |
| Нассер Мадані   | Індивідуальна рапіра, чоловіки | Роберт Фокскрофт (CAN) W 5–0         | Pool D 4 Q | Жак Куртійя (FRA) W 5–3, L 0–5 B       | Pool E 4 Q | Йонел Дримбе (ROU) L 4–10 | не пройшов | не пройшов  | не пройшов | 17    |
| Нассер Мадані   | Індивідуальна шабля, чоловіки  | Атілла Керестеш (USA) L 0–5          | Pool D 6   | не пройшов                             | не пройшов |                           | не пройшов | не пройшов  | не пройшов | 41    |
| Нассер Мадані   | Індивідуальна шабля, чоловіки  | Кітао Теругіро (JPN) L 3–5           | Pool D 6   | не пройшов                             | не пройшов |                           | не пройшов | не пройшов  | не пройшов | 41    |
| Нассер Мадані   | Індивідуальна шабля, чоловіки  | Юрген Тоєркауфф (EUA) L 1–5          | Pool D 6   | не пройшов                             | не пройшов |                           | не пройшов | не пройшов  | не пройшов | 41    |
| Нассер Мадані   | Індивідуальна шабля, чоловіки  | Еміліо Ечеверрі (COL) L 3–5          | Pool D 6   | не пройшов                             | не пройшов |                           | не пройшов | не пройшов  | не пройшов | 41    |
| Нассер Мадані   | Індивідуальна шабля, чоловіки  | Петер Баконьї (HUN) L 3–5            | Pool D 6   | не пройшов                             | не пройшов |                           | не пройшов | не пройшов  | не пройшов | 41    |

| Спортсмен                                                    | Дисципліна                | Раунд 1                             | Раунд 1  | Раунд 2    | Чвертьфінал | Півфінал   | Фінал      | Місце |
| Спортсмен                                                    | Дисципліна                | Пули                                | Місце    | Раунд 2    | Чвертьфінал | Півфінал   | Фінал      | Місце |
| ------------------------------------------------------------ | ------------------------- | ----------------------------------- | -------- | ---------- | ----------- | ---------- | ---------- | ----- |
| Гушманд Алмасі Нассер Мадані Біджан Зарнегар Шахпур Зарнегар | Командна шпага, чоловіки  | Італія · L 0–16                     | Pool C 4 | не пройшли | не пройшли  | не пройшли | не пройшли | 11    |
| Гушманд Алмасі Нассер Мадані Біджан Зарнегар Шахпур Зарнегар | Командна шпага, чоловіки  | Угорщина · L 1–14                   | Pool C 4 | не пройшли | не пройшли  | не пройшли | не пройшли | 11    |
| Гушманд Алмасі Нассер Мадані Біджан Зарнегар Шахпур Зарнегар | Командна рапіра, чоловіки | СРСР · L 0–10                       | Pool D 3 |            | не пройшли  | не пройшли | не пройшли | 9     |
| Гушманд Алмасі Нассер Мадані Біджан Зарнегар Шахпур Зарнегар | Командна рапіра, чоловіки | Об'єднана німецька команда · L 2–14 | Pool D 3 |            | не пройшли  | не пройшли | не пройшли | 9     |
| Гушманд Алмасі Нассер Мадані Біджан Зарнегар Шахпур Зарнегар | Командна шабля, чоловіки  | Об'єднана німецька команда · L 3–9  | Pool D 3 |            | не пройшли  | не пройшли | не пройшли | 9     |
| Гушманд Алмасі Нассер Мадані Біджан Зарнегар Шахпур Зарнегар | Командна шабля, чоловіки  | Польща · L 0–16                     | Pool D 3 |            | не пройшли  | не пройшли | не пройшли | 9     |

## Футбол
| Склад команди | Груповий раунд    | Груповий раунд | Чвертьфінал | Півфінал   | Фінал      | Місце |
| Склад команди | Група A           | Місце          | Чвертьфінал | Півфінал   | Фінал      | Місце |
| --- | ----------------- | -------------- | ----------- | ---------- | ---------- | ----- |
| Азіз Аслі Мансур Амірасефі Алі Мірзаеї Мустафа Араб Гассан Габібі Ібрагім Латіфі Абдулла Саеді Камбозія Джамалі Джалаль Талебі Голам Гусейн Нуріан Мохаммад Гуссейн Ходапараст Карам Найєрлу Голам Гуссейн Фанаеї Фаріборз Есмаейлі Даріуш Мостафаві Парвіз Гелічхані Мохаммад Баяті тренер: Гуссейн Фекрі | Німеччина · L 0–4 | 4              | не пройшли  | не пройшли | не пройшли | 13    |
| Азіз Аслі Мансур Амірасефі Алі Мірзаеї Мустафа Араб Гассан Габібі Ібрагім Латіфі Абдулла Саеді Камбозія Джамалі Джалаль Талебі Голам Гусейн Нуріан Мохаммад Гуссейн Ходапараст Карам Найєрлу Голам Гуссейн Фанаеї Фаріборз Есмаейлі Даріуш Мостафаві Парвіз Гелічхані Мохаммад Баяті тренер: Гуссейн Фекрі | Мексика · D 1–1   | 4              | не пройшли  | не пройшли | не пройшли | 13    |
| Азіз Аслі Мансур Амірасефі Алі Мірзаеї Мустафа Араб Гассан Габібі Ібрагім Латіфі Абдулла Саеді Камбозія Джамалі Джалаль Талебі Голам Гусейн Нуріан Мохаммад Гуссейн Ходапараст Карам Найєрлу Голам Гуссейн Фанаеї Фаріборз Есмаейлі Даріуш Мостафаві Парвіз Гелічхані Мохаммад Баяті тренер: Гуссейн Фекрі | Румунія · L 0–1   | 4              | не пройшли  | не пройшли | не пройшли | 13    |